# Blepharis linearifolia
Blepharis linearifolia är en akantusväxtart som beskrevs av Christiaan Hendrik Persoon. Blepharis linearifolia ingår i släktet Blepharis och familjen akantusväxter. Inga underarter finns listade i Catalogue of Life.